# Торма (волость)
То́рма (ест. Torma vald) — волость в Естонії, адміністративна одиниця повіту Йиґевамаа.

## Географічні дані
Площа волості — 349,3 км2, чисельність населення на 1 січня 2015 року становила 1891 особу.

## Населені пункти
Адміністративний центр — селище Торма (ест. Torma alevik).
На території волості також розташовані селище Садала (ест. Sadala alevik) та 23 села (ест. küla):
Вайату (Vaiatu), Ванамийза (Vanamõisa), Вийдівере (Võidivere), Витіквере (Võtikvere), Іравере (Iravere), Канткюла (Kantküla), Кинну (Kõnnu), Кодісмаа (Kodismaa), Коймула (Koimula), Лееді (Leedi), Лійкатку (Liikatku), Ліластвере (Lilastvere), Нядувере (Näduvere), Оокатку (Ookatku), Оті (Oti), Рассіку (Rassiku), Реаствере (Reastvere), Ряебізе (Rääbise), Сятсувере (Sätsuvere), Теалама (Tealama), Тийквере (Tõikvere), Туймийза (Tuimõisa), Тягквере (Tähkvere).
Колишні села: Луллікатку (Lullikatku), Саареметса (Saaremetsa), Яскаметса (Jaskametsa).